# Torup
Torup es una aldea (landsby) del municipio de Halsnæs, situado en la Región Capital (Dinamarca). Tiene una población estimada, a inicios de 2024, de 374 habitantes.